# 利普諾縣

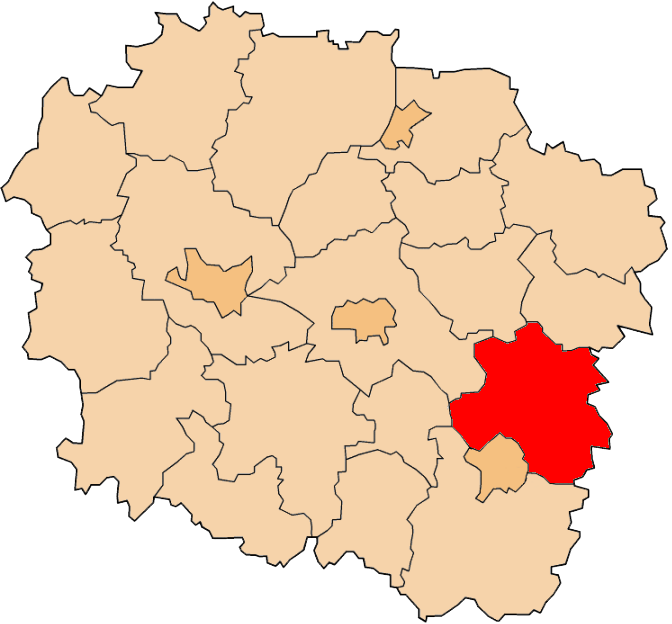

52°51′N 19°10′E / 52.850°N 19.167°E
利普諾縣（波蘭語：Powiat lipnowski），是波蘭的縣份，位於該國中北部，由庫亞維-波美拉尼亞省負責管轄，首府設於利普諾，面積1,016平方公里，2006年人口66,216，人口密度每平方公里65人。